# Irondale (Missouri)
Irondale é uma cidade localizada no estado americano de Missouri, no Condado de Washington.

## Demografia
Segundo o censo americano de 2000, a sua população era de 437 habitantes.
Em 2006, foi estimada uma população de 447, um aumento de 10 (2.3%).

## Geografia
De acordo com o United States Census Bureau tem uma área de
1,4 km², dos quais 1,4 km² cobertos por terra e 0,0 km² cobertos por água. Irondale localiza-se a aproximadamente 246 m acima do nível do mar.

## Localidades na vizinhança
O diagrama seguinte representa as localidades num raio de 16 km ao redor de Irondale.